# McKay Range
McKay Range är ett berg i Kanada.   Det ligger i North Coast Regional District och provinsen British Columbia, i den sydvästra delen av landet, 4 100 km väster om huvudstaden Ottawa. Toppen på McKay Range är 552 meter över havet, eller 15 meter över den omgivande terrängen. Bredden vid basen är 0,11 km.
Terrängen runt McKay Range är huvudsakligen kuperad, men åt nordost är den platt. Havet är nära McKay Range åt sydost. Trakten runt McKay Range är nära nog obefolkad, med mindre än två invånare per kvadratkilometer.. 